# Alliance nationale (Pays-Bas)
Pour les articles homonymes, voir Alliance nationale.
L'Alliance nationale (De Nationale Alliantie) était un petit parti politique d'extrême droite néerlandais, fondé le 12 novembre 2003 par Jan Teijn et Virginia Kapić et auto-dissous le 21 juillet 2007.
Associé au Front national européen, ce parti nationaliste demandait le retrait des Pays-Bas de l'OTAN et de l'Union européenne (UE). Il était en faveur de peines plus dures et militait aussi pour les droits des animaux. 
Le groupe belge BBET (Bloed, Bodem, Eer en Trouw, Sang, Terre, Honneur et Fidélité), issu du Blood and Honour Vlaanderen et démantelé en septembre 2006 car il préparait des attentats visant à déstabiliser le pays.